# Рейнский региональный музей (Бонн)
Рейнский региональный музей в Бонне (также Рейнский земельный музей; нем. LVR-LandesMuseum Bonn. Rheinisches Landesmuseum für Archäologie, Kunst- und Kulturgeschichte) — музей в городе Бонн (земля Северный Рейн-Вестфалия), открытый в 1874 году; является одним из старейших музеев Германии и представляет собой центральный исследовательский институт по археологии, истории и культуре Рейнской области — экспозиция которого охватывает период от античности до современности; в период с 1997 по 2003 год музей находился на масштабной реконструкции; в июне 2014 года была открыта новая постоянная экспозиция посвящённая истории кельтов Рейнланда. В рамках проекта «Szene Rheinland» в Рейнском краеведческом музее проходят временные выставки произведений современного искусства, созданных местными художниками.

## История и описание
4 января 1820 года, указом прусского канцлера Карла Августа фон Харденберга, в Бонне был основан Музей древностей (Museum Rheinisch-Westfälischer Altertümer) — по современной классификации, историко-краеведческий музей. Первым его руководителем стал директор управления «Verwaltung für Alterthumskunde im Rheinlande und in Westfalen» Вильгельм Доров (Wilhelm Dorow, 1790—1845). Основание Музея провинции (Provinzialmuseums) состоялось спустя полвека — в 1874 году — по инициативе историка и археолога Эрнста Верта (Ernst aus’m Weerth, 1829—1909) и антрополога Германа Шааффхаузена (1816—1893). В 1877 году был основан Рейнский музей в Трире (Rheinisches Landesmuseum Trier) — как «родственный» музей, специализировавшийся на краеведении Мозельской части Рейнской области.
Здание музея в Бонне, разрушенное во время Второй мировой войны, было в 1967 году заменено сооружением, построенным по проекту висбаденского архитектора Райнера Шелля (1917—2000). В период с 1997 по 2003 год музей находился на длительной реконструкции, а его коллекция была перенесена. В 2003 году он вновь открылся с новой концепцией — как тематический музей (Themenmuseum). В середине 2010 года помещения, отведённые под археологическую коллекцию, были перестроены. Помимо прочего был создан отдельный зал для находок каменного века (Steinzeitbereich) — в частности, в нём разместились останки «неандертальца 1», которые хранятся в музее с 1877 года. В июне 2014 года была открыта новая постоянная выставка, посвящённая истории кельтов в Рейнской области: на ней представлена как старые экспонаты, так и новые находки из нескольких могил знатных персон того периода.
Другие экспонаты в постоянной коллекции представляют историю региона от позднего ледникового периода (12 000 лет до нашей эры) до периода Римской империи и государства франков; средневековая коллекция также доступна для посетителей.

### Здание
Специальное здание для краеведческого музея было построено в период с 1889 по 1892 год на улице Colmantstraße — оно возводилось по проекту архитектора Клеменса Гинберта и под руководством Карла Тома (1857—1923). Открытие музея состоялось 12 июля 1893 года, а в 1907—1908 годах музейное здание было расширено архитектором Генрихом Реттгеном (1863—1932) за счёт соседних построек; кроме того, рядом с основным корпусом было построено служебное здание для управления по консервации памятников. В 1934—1935 годах — при директоре Франце Ёльманне (Franz Oelmann, 1883—1963), занимавшим свой пост неполные два десятилетия — зал в пристройке был перепроектирован.
Во время Второй мировой войны основной корпус был полностью разрушен — во время наиболее масштабных бомбардировок Бонна 18 октября 1944 года; пристройка на Бахштрассе сохранилась заметно лучше и могла быть восстановлена после войны. В период с 1963 по 1967 год на месте бывшего главного корпуса было построено новое четырехэтажное здание, спроектированное Шелле; в то же время было снесено старое расширение на Бахштрассе. Расширение и реконструкция музея, проходившие с 1997 по 2003 год, были выполнены по проекту группы архитекторов из Штутгарта, возглавлявшейся Кнутом Лорером (бюро «Atelier Lohrer»). Здание было адаптировано к современным стандартам для выставочных помещений; новые экологические нормы также были учтены в проекте. Первоначально рассчитанный на три года и смету в 45 миллионам евро, проект занял шесть лет и стоил около 80 миллионов.

### Искусство
Помимо масштабной исторической коллекции, в музее имеется и фонд художественных произведений, созданных от периода Средневековья до наших дней. В здании музея также разместился и кинотеатр «Arthaus-Kino», демонстрирующий фильмы на языке оригинала с немецкими субтитрами. В рамках фестиваля «Cinéfête» Рейнский музей один раз в год показывает для школьников знаменитые французские фильмы. Кроме того, в рамках специального проекта «Szene Rheinland» в музее проходят временные выставки произведений современного искусства, созданных местными художниками: так в 2016 году прошла масштабная групповая выставка художников из арт-группы ZERO.